# Operatie Magic Carpet

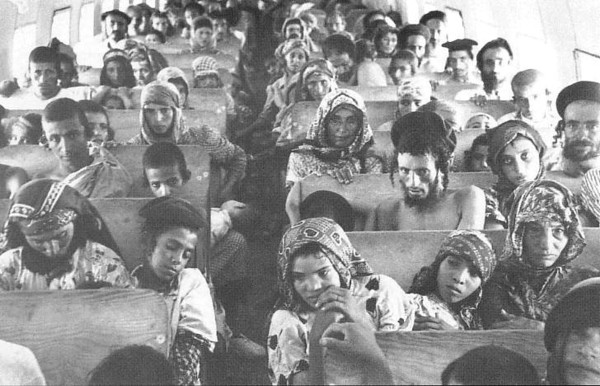
1950: Jemenitische Joden in het vliegtuig op weg naar Israël.

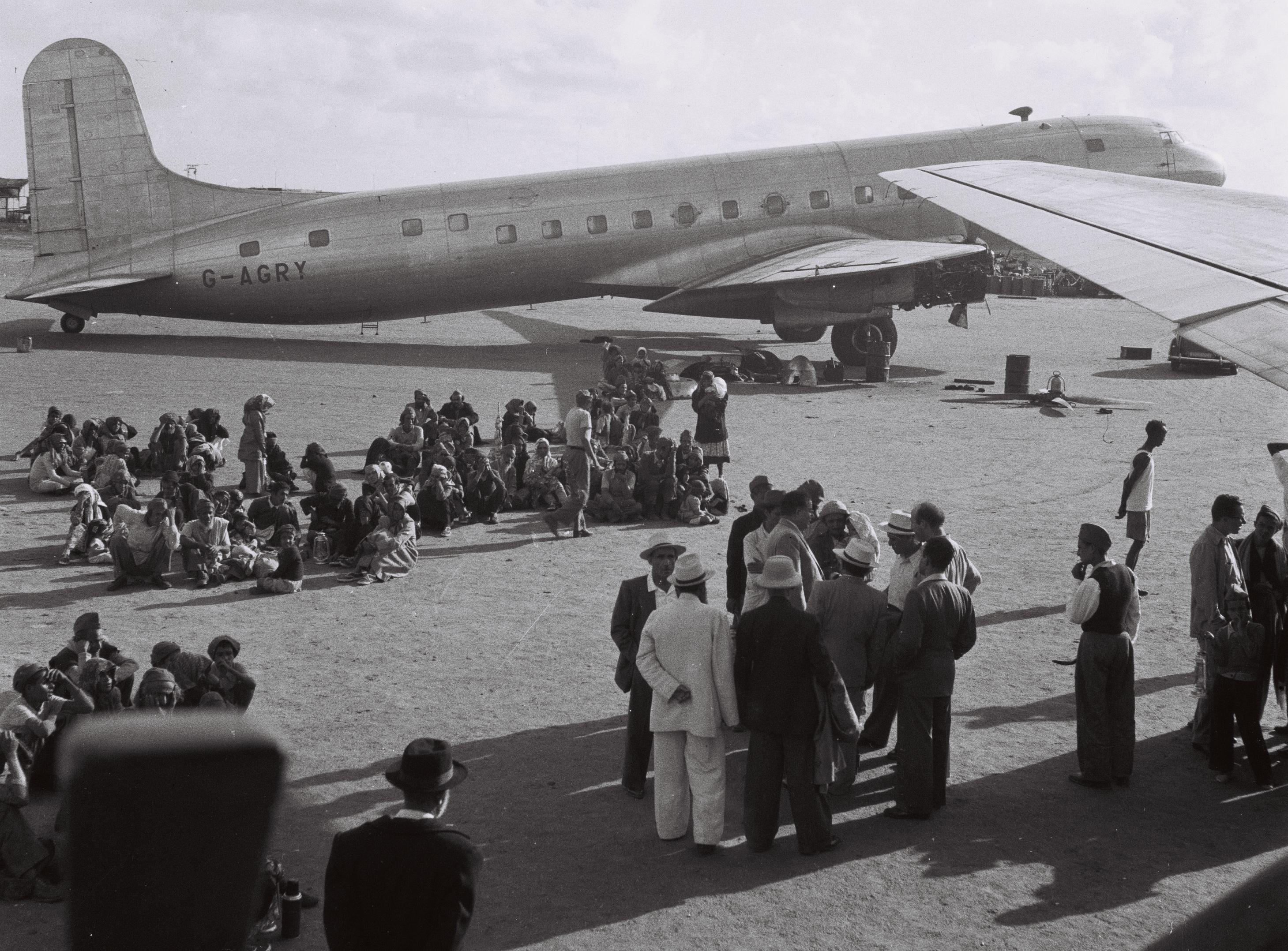
Jemenitische Joden wachten op vertrek naar Israël op de luchthaven van Aden (1949)

Operatie Magic Carpet (Nederlands: Operatie Vliegend tapijt, Hebreeuws: כנפי נשרים, Kanfei Nesharim), formeel Operation On Wings of Eagles was een operatie waarbij 49.000 grotendeels Jemenitische Joden naar Israël overgebracht werden. De operatie duurde van juni 1949, toen het Joden formeel door de Jemenitische overheid werd toegestaan om te emigreren, tot en met september 1950 en werd uitgevoerd door Israël, de Verenigde Staten en het Verenigd Koninkrijk. Ook voor en na de operatie vluchtten duizenden Joden uit Jemen en Aden naar Israël.

## Achtergrond
Tot kort na de Tweede Wereldoorlog leefde een van de oudste Joodse gemeenschappen ter wereld (in 1940 circa 63.000 mensen groot) in wat thans Jemen is. Nadat in november 1947 de Verenigde Naties het verdelingsplan (VN-Resolutie 181) voor de verdeling van het Britse mandaatgebied Palestina hadden goedgekeurd, vond er een pogrom in Aden plaats waarbij ten minste tachtig Joden werden gedood en vele huizen van Joden werden vernietigd. Toen begin 1948 een Jood (onterecht) werd beschuldigd van de moord op twee meisjes was dit voor moslimextremisten in Aden aanleiding om Joods eigendom te plunderen. Economisch werd de Joodse gemeenschap hiermee verwoest aangezien de meeste Joodse winkels en andere ondernemingen werden vernietigd. De in toenemende mate gevaarlijke situatie voor Joden wordt gezien als de voornaamste reden voor de exodus. Volgens Esther Meir-Glitzenstein speelden ook economische en religieuze motieven een rol bij de emigratie. Zij staat, evenals enkele andere critici, ook kritisch tegenover de uitvoering van de operatie.
Tijdens de pogrom van 1947 werden 450 Joden, woonachtig in Sheikh Othman een stadsdeel van Aden, geëvacueerd door bewapende politie. Aangezien hun huizen waren verbrand werden ze gebracht naar Hashed Camp, een voormalig Brits militair kamp. In februari 1948 was de vluchtelingenpopulatie in het kamp gegroeid naar 3.850 personen. Het kamp werd grotendeels gefinancierd door de American Jewish Joint Distribution Committee (JDC), een Joodse niet-gouvernementele hulporganisatie en voor een kleiner deel door de Britse overheid. De omstandigheden in het kamp waren slecht en de vluchtelingen hoopten na de oprichting van de staat Israël naar dit nieuwe land te kunnen emigreren.
Doordat Egypte het Suezkanaal blokkeerde voor voor Israël bestemde schepen, moest het transport door de lucht plaatsvinden. De Britse autoriteiten vreesden echter voor Arabische reacties wanneer het deze vluchten zou toestaan. Na druk van Joodse organisaties en een verder verslechterende situatie in het kamp stemde de Britse overheid alsnog in met het transport van alle vluchtelingen, behalve mannen van 'militaire leeftijd' (17 tot 54 jaar) om te voorkomen dat Arabieren dit zouden zien als een middel om Israëls leger in mankracht toe te laten nemen. Zou de operatie ernstige irritatie bij Arabieren veroorzaken, dan zou deze echter alsnog afgelast worden. Op 22 oktober 1948 zouden de eerste vluchten plaatsvinden, maar op het laatste moment besloot de Britse overheid alsnog om deze af te blazen. Pas na druk vanuit de JDC, die aangaf de financiële middelen niet te hebben om eeuwig het kamp te financieren, en uit humanitaire en pragmatische overwegingen besloot de Britse overheid alsnog om in te stemmen met de vluchten.

## De operatie
Op 16 december 1948 vond dan daadwerkelijk de eerste vlucht plaats. Zij bracht 50 Joodse weeskinderen in een DC-3 van Aden naar Israël. Op 11 maart 1949 waren 5.400 vluchtelingen, waaronder 860 mannen van militaire leeftijd die oorspronkelijk door de Britten van de vluchten werden uitgesloten, middels 55 vluchten van Aden naar Israël gebracht. De vliegtuigen waren uitgerust met houten bankjes met weinig plaats ertussen zodat er 125 tot 145 mensen mee vervoerd konden worden, meer dan twee keer zoveel als de voor deze vliegtuigen gebruikelijke 56 passagiers.
Eind 1950 en begin 1951 communiceerde de JDC aan de Joden in Jemen een bericht dat het vluchtelingenkamp binnen korte tijd gesloten zou worden en zij zich dus dienden te haasten wilden ze hun kans om naar Israël te emigreren niet mislopen. Geconfronteerd met economische verwoesting, vernietiging van de meeste van hun huizen, weinig perspectieven voor herstel en een verstoord vertrouwen in de Britse overheid om hen te beschermen, maakten de meeste Joden uit Aden en Jemen gebruik van de aangeboden mogelijkheid om te vluchten.
De operatie kwam op 24 september 1950 tot een eind. In totaal werden met 430 vluchten 48.818 Joden afkomstig uit Jemen en Aden naar Israël gebracht.

## Na de operatie
De JDC spoorde de achtergebleven Joden in Jemen aan om ook te emigreren, maar een meerderheid van de achtergebleven Joden koos hier niet meteen voor. Achterblijvers waren veelal kooplieden die hun zaken wilden afronden, mensen die zieken en ouderen niet alleen achter wilden laten en Joden uit Aden die hun Britse nationaliteit wilden behouden en moeilijkheden ervoeren bij het verkrijgen van een Brits paspoort. Tussen de operatie en 1962 emigreerden ongeveer vierhonderd Joden uit Jemen via Aden naar Israël.
In 1962 brak een burgeroorlog uit in Jemen waardoor de emigratie volledig stil kwam te liggen.

### Huidige situatie
Later werd het Joden verboden om te emigreren, een verbod dat thans nog steeds geldt, maar niet alle Joden van emigreren kan weerhouden. Van de oorspronkelijke circa 63.000 personen grote Joodse gemeenschap in 1940 zijn er anno 2013 slechts enkele honderden overgebleven. Zij leven verdeeld over drie gemeenschappen waarvan twee al eeuwen woonachtig in de stad Raydah en een derde (sinds 2007) in de hoofdstad Sana'a in een beveiligd en ommuurd appartementencomplex naast de Amerikaanse ambassade, nadat doodsbedreigingen door moslimextremisten hen uit hun oorspronkelijke woongebied in Sa'dah hadden verdreven. Er wordt sporadisch (dodelijk) geweld tegen de Joden in Jemen gebruikt en na een moordaanslag op een Jood in 2008 riep Amnesty International de Jemenitische overheid op haar Joodse burgers beter te beschermen.